# Dwars door Vlaanderen 1952
Dwars door Vlaanderen 1952 (deutsch: Quer durch Flandern) war die 8. Austragung des belgischen Straßenradrennens Dwars door Vlaanderen in der Region Flandern. Das Rennen fand über zwei Etappen vom 19. bis zum 20. April 1952 über 461 Kilometer für Berufsfahrer statt. Das Rennen wurde nach einer Punktewertung entschieden. Sieger wurde André Maelbrancke aus Belgien.

## Rennverlauf
Dwars door Vlaanderen 1952 startete mit der 1. Etappe von Waregem nach Eisden über 224 Kilometer. 145 überwiegend belgische Radrennfahrer traten zum Rennen an. Nach vielen Ausreißversuchen bildete sich im Finale eine Gruppe von elf Fahrern. Aus dieser Gruppe gewann Lode Wouters den Sprint.
Die 2. Etappe wurde von Eisden nach Waregem über 237 Kilometer gefahren. 124 Radrennfahrer waren noch im Wettbewerb. 30 Fahrer gingen in den Endsprint, den André Maelbrancke gewann. Damit entschied er auch die Gesamtwertung des Etappenrennens für sich.

## Rennergebnis
|     | Fahrer                | Team               | Punkte |
| --- | --------------------- | ------------------ | ------ |
| 1.  | André Maelbrancke     | Devos Sport        | 3      |
| 2.  | Lode Wouters          | Alcyon–Dunlop      | 5      |
| 3.  | Karel De Baere        | Mercier–Hutchinson | 10     |
| 4.  | Roger Decock          | Bertin             | 11     |
| 5.  | Germain Derijcke      | Alcyon–Dunlop      | 23     |
| 6.  | Lode Anthonis         | Terrot–Hutchinson  | 24     |
| 7.  | André Rosseel         | Terrot–Hutchinson  | 26     |
| 8.  | Eugeen Van Roosbroeck | Peugeot–Dunlop     | 37     |
| 9.  | Ollivier Vallère      | Bertin             | 37     |
| 10. | Marcel Hendrickx      | Alcyon–Dunlop      | 37     |